# William Chalfant
William Chalfant (* 22. Juni 1854 in Mount Pleasant, Ohio; † 31. Juli 1930 in Springfield, Missouri) war ein US-amerikanischer Roquespieler.

## Biografie
William Chalfant trat bei den Olympischen Sommerspielen 1904 in St. Louis als einer von vier Athleten beim Roqueturnier an. Er konnte nur eines von sechs Spielen gewinnen und belegte den vierten Rang. In unterschiedlichen Zeitungsberichten heißt es, dass er in Wilmington oder Springfield gelebt habe.